# 費利克斯·費興巴赫
費利克斯·費興巴赫（德語：Felix Feichenbach；1894年1月28日—1933年8月7日）是一位德國記者、詩人和政治活動家。他在維特爾斯巴赫王朝的庫爾特·艾斯納政府中擔任國務卿。王朝被推翻後，他擔任報紙編輯。希特勒上台後，他被逮捕并很快遭到處決。

## 生平
費利克斯·費興巴赫出生在巴特梅根特海姆的一個中下層猶太家庭，是Noe Fechenbach和Rosalie Fenchenbach的兒子。。他在貧困中長大。他的第一份工作是和他的哥哥Abraham在符茲堡送麵包。他13歲時在一家鞋店當學徒。直到1910年，他在符茲堡接受了職業教育。1911年，他在法蘭克福找到了工作，但因工會活動而被解僱。
1912年到1914年，他是慕尼黑SPD的黨書記。他在第一次世界大戰中受傷，成為一名和平主義者，後來成為國務卿（1918-1919）。

1922年，他因担任艾斯納手下的國務卿时發表秘密外交電報而被監禁，后于1924年被赦免。此後，他前往柏林，為“兒童之友”工作，並在他给孩子们的故事中批評了SPD，當時他還是該黨的成員。
1929年，他成為代特莫爾德的SPD報紙《Volksblatt》總編輯。1933年3月11日，他因反法西斯活動被新的納粹政府監禁，8月7日前往达豪集中营的途中，被SS和SA成員槍殺。

## 影響
有兩所以費興巴赫命名的學校：Leopoldshoehe的Felix-Fechenbach Gesamtschule和Detmold的Felix-Fechenbach Berufskolleg。Detmold和Oerlinghausen的一條街道也以他的名字命名。